# Chaenogobius annularis
Chaenogobius annularis е вид бодлоперка от семейство Попчеви (Gobiidae). Видът не е застрашен от изчезване.

## Разпространение и местообитание
Разпространен е в Китай, Русия, Северна Корея и Япония.
Обитава сладководни и полусолени басейни и морета.

## Описание
На дължина достигат до 5,6 cm.